# TASF试剂
TASF试剂（二氟三甲基硅酸三(二甲氨基)锍）是一种有机锍化合物，化学式为[((CH3)2N)3S]+[F2Si(CH3)3]−，它是无水环境下的氟离子来源，可用于断裂硅醚保护基。它可以四氟化硫为原料反应制得：
3 (CH3)2NSi(CH3)3  +  SF4  →  2 (CH3)3SiF  + [((CH3)2N)3S]+[F2Si(CH3)3]−